# 11e étape du Tour d'Espagne 2010
La 11e étape du Tour d'Espagne 2010 s'est déroulée le mercredi 8 septembre 2010 entre Vilanova i la Geltrú et Vallnord/secteur Pal en Andorre sur 208 km.
L'Espagnol Igor Antón (Euskaltel-Euskadi) remporte l'étape en solitaire après avoir attaqué dans les derniers kilomètres. Il s'agit de sa deuxième victoire sur cette Vuelta. Il reprend du même coup le maillot rouge de leader à Joaquim Rodríguez (Team Katusha).

## Profil de l'étape
Cette étape comprend deux cols comptant pour le classement de la montagne : l'Alto del Refugio et surtout l'arrivée à Vallnord.

## Côtes
Deux côtes sont répertoriées.
|   | Cycliste         | Équipe                | Pts |
| - | ---------------- | --------------------- | --- |
| 1 | Johann Tschopp   | BBox Bouygues Telecom | 3   |
| 2 | Mikaël Cherel    | FDJ                   | 2   |
| 3 | Philippe Gilbert | Omega Pharma-Lotto    | 1   |

|   | Cycliste          | Équipe            | Pts |
| - | ----------------- | ----------------- | --- |
| 1 | Igor Antón        | Euskaltel-Euskadi | 15  |
| 2 | Ezequiel Mosquera | Xacobeo Galicia   | 10  |
| 3 | Xavier Tondo      | Cervélo TestTeam  | 6   |
| 4 | Marzio Bruseghin  | Caisse d'Épargne  | 4   |
| 5 | Rigoberto Urán    | Caisse d'Épargne  | 2   |

## Classement de l'étape

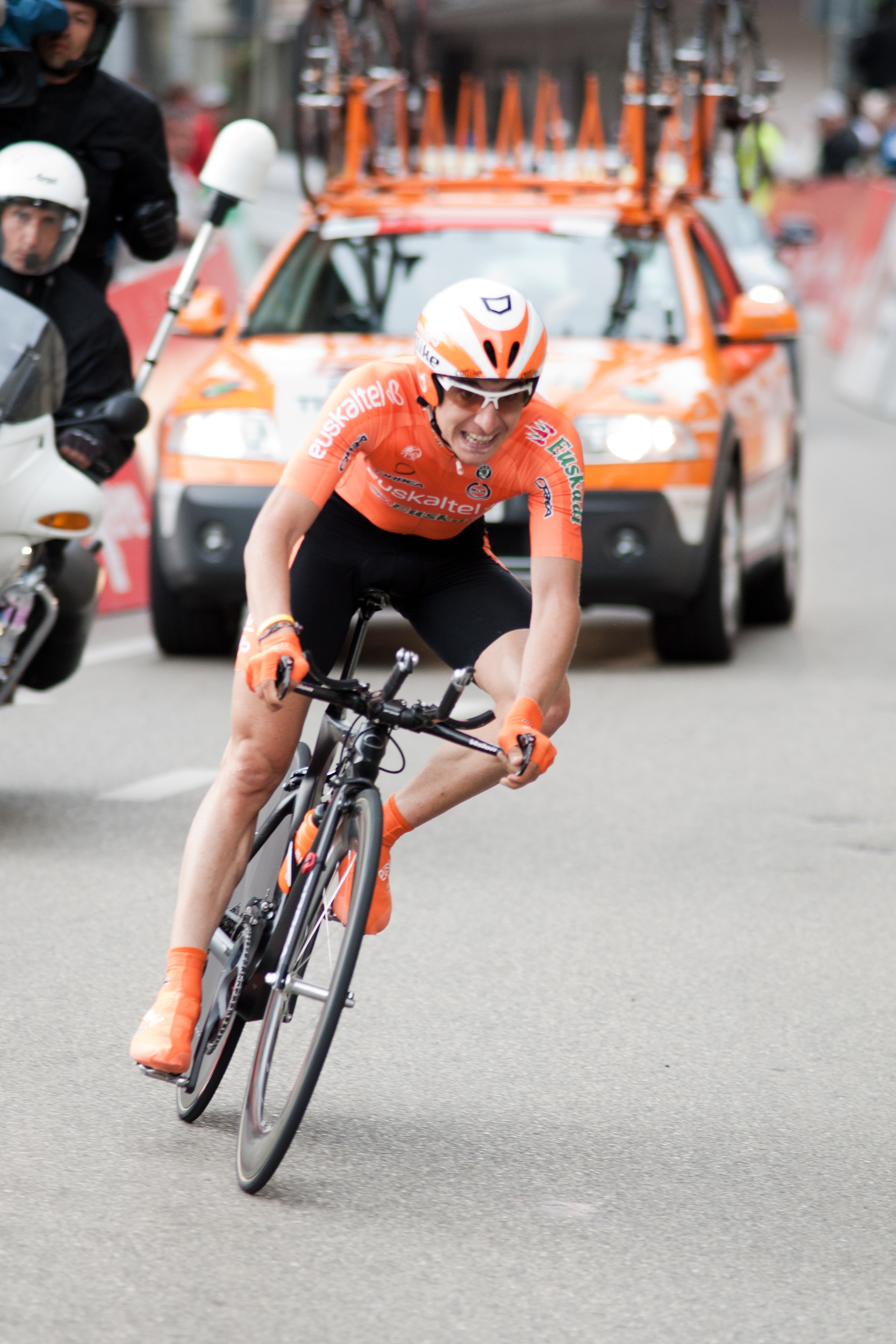
Igor Antón remporte l'étape et reprend le maillot de leader (ici lors de la 3e étape du Tour de Romandie 2010)

|    | Coureur           | Pays       | Équipe            |    | Temps           |
| -- | ----------------- | ---------- | ----------------- | -- | --------------- |
| 1  | Igor Antón        | Espagne    | Euskaltel-Euskadi | en | 5 h 25 min 44 s |
| 2  | Ezequiel Mosquera | Espagne    | Xacobeo Galicia   | +  | 3 s             |
| 3  | Xavier Tondo      | Espagne    | Cervélo TestTeam  |    | 10 s            |
| 4  | Marzio Bruseghin  | Italie     | Caisse d'Épargne  |    | 15 s            |
| 5  | Rigoberto Urán    | Colombie   | Caisse d'Épargne  |    | 15 s            |
| 6  | Vincenzo Nibali   | Italie     | Liquigas-Doimo    |    | 23 s            |
| 7  | Fränk Schleck     | Luxembourg | Saxo Bank         |    | 23 s            |
| 8  | David Moncoutié   | France     | Cofidis           |    | 23 s            |
| 9  | Íñigo Cuesta      | Espagne    | Cervélo TestTeam  |    | 32 s            |
| 10 | Carlos Sastre     | Espagne    | Cervélo TestTeam  |    | 32 s            |

## Classement général
|    | Coureur           | Pays       | Équipe            |    | Temps            |
| -- | ----------------- | ---------- | ----------------- | -- | ---------------- |
| 1  | Igor Antón        | Espagne    | Euskaltel-Euskadi | en | 47 h 37 min 15 s |
| 2  | Vincenzo Nibali   | Italie     | Liquigas-Doimo    | +  | 45 s             |
| 3  | Xavier Tondo      | Espagne    | Cervélo TestTeam  |    | 1 min 04 s       |
| 4  | Joaquim Rodríguez | Espagne    | Katusha           |    | 1 min 17 s       |
| 5  | Ezequiel Mosquera | Espagne    | Xacobeo Galicia   |    | 1 min 29 s       |
| 6  | Marzio Bruseghin  | Italie     | Caisse d'Épargne  |    | 1 min 57 s       |
| 7  | Rubén Plaza       | Espagne    | Caisse d'Épargne  |    | 2 min 07 s       |
| 8  | Rigoberto Urán    | Colombie   | Caisse d'Épargne  |    | 2 min 13 s       |
| 9  | Nicolas Roche     | Irlande    | AG2R La Mondiale  |    | 2 min 30 s       |
| 10 | Fränk Schleck     | Luxembourg | Saxo Bank         |    | 2 min 30 s       |

## Abandons
- Philip Deignan (Cervélo TestTeam)
- Markus Fothen (Milram) : pas au départ